# フォード・エクスペディション
エクスペディション（EXPEDITION）は、アメリカ合衆国の自動車メーカー、フォード・モーターにより1997年から製造・販売される5ドアSUV型の普通乗用車である。

## 概要
同社の2/4ドアピックアップであるF-150から派生しており、同時期からリンカーンによりリバッジ車がナビゲーター（NAVIGATOR）として販売される。
製造は2009年までミシガン州ウェインのミシガン組立工場にて行われ、2009年からケンタッキー州ルイビルのケンタッキー・トラック組立にて行われる。
2017年にアメリカの中古車情報サイトが多走行車を調査したところ、エクスペディションは登録台数のうち5.7％が走行距離20万マイル以上を記録しており、アメリカにおける長寿モデルのランキングで1位となった。

## 初代（1997年 - 2002年）
1996年にブロンコの後継車として登場（'97モデルイヤー）。強靭なラダーフレームに排気量4.6L/5.4LのV型8気筒OHVを搭載したフルサイズSUVである。
2ドアモデルのみであったブロンコとは異なり、4ドアモデルのみが生産・販売された。
日本では、かつて近鉄モータースが正規輸入していた時期があった。

## 2代目（2003年 - 2006年）
2002年に登場（'03モデルイヤー）。それまでのオーバルデザインコンセプトをベースとしたデザインから、やや角張ったデザインに変更された。

## 3代目（2007年 - 2017年）
基本ボディは2代目と共通であり、実質的にはビッグマイナーチェンジである。

### エクスペディションEL/Max（2006年 - 2017年）
2005年に生産終了となったエクスカージョンの後継車。
当初は「エベレスト」と名付けられる予定であったが、同社によってアジア太平洋を中心に販売されるSUV（エベレスト）へ既に名付けられていたため、「エクスペディションEL」へ変更された。
販売地域は北アメリカ、カリブ諸国、中東など。

## 4代目（2018年 - ）
2017年2月に発表、同年9月から生産が開始された。
車体はアルミニウム合金製で、フレームはホウ素鋼製である。

### エクスペディションMAX（2018年 - ）
車名が「EL/Max」から「MAX」へ変更された。

## 車名の由来
『エクスペディション』は、遠征（隊）、探検（隊）を意味する英語に由来する。
エクスペディションという車名は、以前にも1992年式F-150エディーバウアーコンセプトと、1995年式フォード・エクスプローラースポーツのトリムレベルパッケージにて使用された。

## その他
- アメリカの人気ドラマ「24 -TWENTY FOUR-」において主人公ジャックが所属するCTUの車両として登場。
- 映画「サイレントヒル (映画)」において初代をベースとしたパトロールカーが登場。